# Pempheris mangula
Pempheris mangula is een  straalvinnige vissensoort uit de familie van bijlvissen (Pempheridae). De wetenschappelijke naam van de soort werd voor het eerst geldig gepubliceerd in 1829 door Cuvier.